# تلمبة آيت الله مشكيني (دشتاب)
تلمبة آیت الله مشكیني (بالإنجليزية: Tolombeh-ye Ayatollah Meshkini)‏ هي مستوطنة تقع في إيران في قسم دشتاب الريفي. يقدر عدد سكانها بـ 23 نسمة .